# Cannabis en Puerto Rico
El cannabis en Puerto Rico es ilegal para uso recreativo . La legislación que prohíbe el cannabis se aprobó en 1932 y la legislación para legalizar su uso médico se aprobó en 2017. Aunque el uso médico del cannabis está permitido, fumarlo está prohibido.

## Prohibición (1932)
El 19 de abril de 1932, Puerto Rico promulgó la Ley 12, "Ley para castigar la siembra, importación, compra y venta de la marihuana, y para otros fines". Las penas incluidas fueron un mínimo de un mes y un máximo de un año de cárcel.
El 13 de mayo de 1934, Puerto Rico promulgó la Ley Núm. 61, de conformidad con la Ley Estatal Uniforme de Estupefacientes de 1934.

## Intento de despenalización (2013)
En 2013, el diputado José Luis Báez propuso la despenalización, sin embargo, según una encuesta de El Nuevo Día, el 26% de los encuestados estaba a favor de la despenalización, el 70% en contra y el 4% inseguro.

## Cannabis medicinal
En mayo de 2015, el gobernador Alejandro García Padilla firmó una orden ejecutiva que permite el uso de cannabis medicinal.
El 9 de julio de 2017, el Gobernador Padilla promulgó la Ley 42-2017, denominada "Ley para Gestionar el Estudio, Desarrollo e Investigación del Cannabis para la Innovación, Normas Aplicables y Limitaciones", legalizando oficialmente el cannabis con fines medicinales. Esta legislación también establece un sistema de dispensarios y cultivadores que brindarán acceso seguro y legal a la marihuana medicinal a quienes la necesiten.  